# Eric Allen Boe
Eric Allen Boe (Miami, Florida, 1964. október 1. –) amerikai űrhajós, ezredes.

## Életpálya
1987-ben a Haditengerészeti Akadémián (USAF Academy) keretében űrhajózási mérnöki oklevelet kapott. 1987-ben kapott repülőgép vezetői jogosítványt. Szolgálati repülőgépe az F–4 Phantom II volt, a Fülöp-szigetekre vezényelték csapatszolgálatra. 1991-től a T–38 Talon repülőgép oktató pilótája. Az Öbölháborúban 55 harci bevetésen vett részt. 1994-ben átképezték az F–15 Eagle gépre. 1997-ben a Georgia Institute of Technology keretében megvédte diplomáját, egyben tesztpilóta kiképzésben részesült. Az Air -to- Air Missile Test Division igazgatója, ahol repülte és tesztelte F–15/A,B,C,D,E modelleket és az UH–1N helikoptert. Több mint 5000 órát töltött a levegőben, több mint 45 különböző repülőgépen repült, illetve tesztelt.
2000. július 26-tól a Lyndon B. Johnson Űrközpontban részesült űrhajóskiképzésben. 2005-2006-ban az Űrhajózási Iroda megbízásából Oroszországban a Jurij Gagarin Űrhajóskiképző Központban a NASA igazgatója. Két űrszolgálata alatt összesen 28 napot, 15 órát és 34 percet (687 óra) töltött a világűrben.

## Űrrepülések
- STS–126 az Endeavour űrrepülőgép 22. repülésének pilótája. Fő feladat személyzet- és logisztikai árú (víz, élelmiszer, ruházat, személyes tárgyak, orvosi- eszközök, berendezések, kutatási- kísérleti anyagok és eszközök) szállítása. Első űrszolgálata alatt összesen 15 napot, 20 órát, 29 percet és 37 másodpercet (380 óra) töltött a világűrben. 10 645 986 kilométert (6 615 109 mérföldet) repült, 251 alkalommal kerülte meg a Földet.
- STS–133 a Discovery űrrepülőgép utolsó járatának, 39. repülésének pilótája. Feladatuk a Leonardo Pressurized Multipurpose Module (PMM), az ExPRESS Logistics Carrier 4 (ELC4) és a Robonaut2 szállítása volt a Nemzetközi Űrállomásra. Második űrszolgálata alatt összesen 12 napot, 19 órát és 04 percet (307 óra) töltött a világűrben. 8 536 190 kilométert (5 304 140 mérföldet) repült, 202 alkalommal kerülte meg a Földet.